# Wilhelm Theodor von Renz
Wilhelm Theodor Renz, ab 1874 von Renz, (* 10. Januar 1834 in Oberdischingen; † 30. Dezember 1896 in Wildbad) war ein deutscher Mediziner und Königlicher Badearzt in Wildbad.

## Leben
Nach Studium und Promotion an der Universität Tübingen praktizierte Renz ab 1858 als praktischer Arzt in seinem Geburtsort, später dann in Ehingen und Stuttgart. 1867 wurde er königlicher Hofrat und 1868 als Badearzt nach Wildbad berufen.
Renz war von 1868 bis zu seinem Tode maßgeblich an der Entwicklung des dortigen Kurbetriebes beteiligt.
1874 wurde er durch Verleihung des Ritterkreuzes 1. Klasse des württembergischen Kronenordens in den persönlichen Adelsstand erhoben. 1878 wurde er zum Mitglied der Leopoldina gewählt.

## Schriften (Auswahl)
- Erste Heilung eines traumatischen Gehirnabscesses durch consequente Aspiration des Eiters ohne vorhergegangene Trepanation. Laupp, Tübingen 1867.